# 十川郵便局
十川郵便局（とおかわゆうびんきょく）は、高知県高岡郡四万十町にある郵便局。民営化前の分類では集配特定郵便局であった（現在は集配機能を廃止）。

## 概要
住所：〒786-0504 高知県高岡郡四万十町十川23-10
かつては集配郵便局であったが、2016年（平成28年）に集配業務を大正郵便局へ移管し、無集配郵便局となった。

## 沿革
- 1873年（明治7年）11月16日 - 十川郵便取扱所として開設[1]。
- 1875年（明治8年）1月1日 - 十川郵便局（五等）となる。
- 1881年（明治14年）6月7日 - 大野（おおの）郵便局に改称。
- 1888年（明治21年）11月1日 - 貯金取扱を開始。
- 1892年（明治25年）1月1日 - 為替取扱を開始。
- 1906年（明治39年）1月1日 - 十川郵便局に改称。
- 1977年（昭和52年）11月30日 - 電話交換業務を窪川電報電話局に移管[2]。
- 1984年（昭和59年）11月12日 - 十和郵便局[3]から集配業務を移管。
- 2007年（平成19年）10月1日 - 民営化に伴い、併設された郵便事業須崎支店十川集配センターに一部業務を移管。
- 2012年（平成24年）10月1日 - 日本郵便株式会社発足に伴い、郵便事業須崎支店十川集配センターを十川郵便局に統合。
- 2016年（平成28年）2月22日 - 集配業務を大正郵便局に移管、無集配局となる。

## 取扱内容
- 郵便、印紙、ゆうパック、内容証明
- 貯金、為替、振替、振込、国際送金、国債
- 生命保険、バイク自賠責保険
- ゆうちょ銀行ATM

## 周辺
- 四万十町十和総合支所（旧十和村役場）
- 四万十町立十川小学校
- 四万十町立十川中学校
- 道の駅四万十とおわ
- 夫婦杉
- 十和温泉
- 十川ミリオン
- 四万十川

## アクセス
- JR予土線十川駅から徒歩約5分
- 四万十交通十川駅停留所下車
- 国道381号沿い
- 駐車場あり：4台